# Raziezd
Raziezd - Разъезд (rus) és un possiólok del krai de Krasnodar, a Rússia. Es troba a les terres baixes de Kuban-Azov, al nord de l'embassament de Krasnodar, a 23 km a l'est de Krasnodar, la capital.
Pertany al municipi de Starokórsunskaia.